# مهین کسمایی
مهین کسمایی (زاده ۱۳۰۹ در رشت – ۱۲ اسفند ۱۳۹۵ در وین) دوبلور و مدیر دوبلاژ ایرانی بود.

## زندگی
مهین کسمایی سال ۱۳۰۹ در رشت زاده شد. او برادرزادهٔ علی کسمایی (ملقب به پدر دوبله ایران) بود. وی در سال ۱۳۳۱ به دعوت عمویش وارد عرصهٔ دوبله شد و گویندگی را در استودیو پارس‌فیلم با فیلم‌های ایرانی «مستی عشق» و «مادر» و سپس در فیلم خارجی «بهار خونین» (عنوان اصلی: پرنس روباهان) آغاز کرد و خیلی زود جزو گویندگان درجه اول شد.
مهین کسمایی فارغ‌التحصیل رشتهٔ ادبیات فارسی با مدرک لیسانس بود و علاوه بر صحبت به‌جای بسیاری از بازیگران محبوب و نقش اول سینمای دنیا مانند آدری هپبورن، راکوئل ولش، سیلوا کوشینا، نانسی کوان، بریژیت باردو، الئونورا روسی دراگو، الیزابت تیلور، کاپوسین، ماریا شل،‌ شرلی مک‌لین، سوزان پلشت، جنیفر جونز، جین سیبرگ، مارتین کارول، دایان کیتون، سوزان استراسبرگ، جین سیمونز، سامانتا اگار، نورما شیرر، اینگرید برگمن، دبورا کار، دنی کارل، ویجینتی مالا، جین منسفیلد، مارلن ژوبر، کلودیا کاردیناله، جنت مارگولین، سامیه جمال و چند بازیگر ایرانی مانند فروزان، روفیا، پوران، نوری کسرایی، فریماه فرجامی، آهو خردمند، زهرا حاتمی، در زمینهٔ مدیریت دوبلاژ هم فعالیت داشت. وی مدیر دوبلاژ فیلم‌های «جدال در آفتاب» (۱۹۴۶)، «داستان عشق» (۱۹۷۰) و «دوستان» (۱۹۷۱) بوده‌است.
صدای او شیرینی و نجابت را توأمان در خود داشت و به‌خصوص بر روی چهره آدری هپبورن خوش می‌نشست و این صدا در ترکیب با آن چهره، یکی از  به‌یادماندنی‌ترین نقطه‌های عطف تاریخ دوبله ایران است؛ به‌نحوی که پس از گذر سال‌ها صدایش در فیلم تحسين‌شدهٔ «بانوی زیبای من» در اذهان مانده است.
وی که در سال‌های بعد از انقلاب فعالیت بسیار کم داشت، در انیمیشن خاطره‌انگیز «بچه خرس‌های قطبی» جای مادر میشکا و موشکا صحبت کرده‌است. همچنین گویندهٔ نقش امینه اقدس (عروس خان مظفر) در مجموعهٔ «هزاردستان» و نقش جوانی مادر در یک سکانس از فیلم «مادر» از ساخته‌های علی حاتمی و‌ گویندهٔ عنوان‌بندی انیمیشن «بابا لنگ‌دراز» بود.
وی در روز پنجشنبه ۱۲ اسفند ۱۳۹۵ بر اثر سرطان در سن ۸۶ سالگی در وینِ اتریش درگذشت.
بدون شک مهین کسمایی در کنار رفعت هاشم‌پور، نیکو خردمند، فهیمه راستکار، تاجی احمدی و ژاله کاظمی، از ستاره‌های تاریخ دوبلهٔ ایران محسوب می‌شود.

## دوبله
- فیلم‌های خارجی

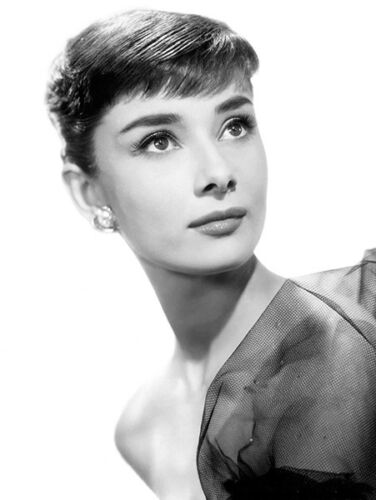
آدری هپبورن

- آدری هپبورن: «تعطیلات رُمی» در ایران: «شبی رُم» (۱۹۵۳)، «سابرینا» (۱۹۵۴)، «جنگ و صلح» (۱۹۵۶) دوبله اول و‌ دوم، «داستان راهبه» (۱۹۵۹)، «نابخشوده» (۱۹۶۰) دوبله اول و دوم، «صبحانه در تیفانی» (۱۹۶۱)، «ساعت بچه‌ها» در ایران: «شایعه» (۱۹۶۱)، «معما» (۱۹۶۳) دوبله اول، «بانوی زیبای من» (۱۹۶۴)، «پاریس در تب‌وتاب» (۱۹۶۴)، «چگونه یک‌میلیون بدزدیم» (۱۹۶۶)، «تا تاریکی صبر کن» در ایران: «تنها در تاریکی» (۱۹۶۷)، «رابین و ماریان» (۱۹۷۶)

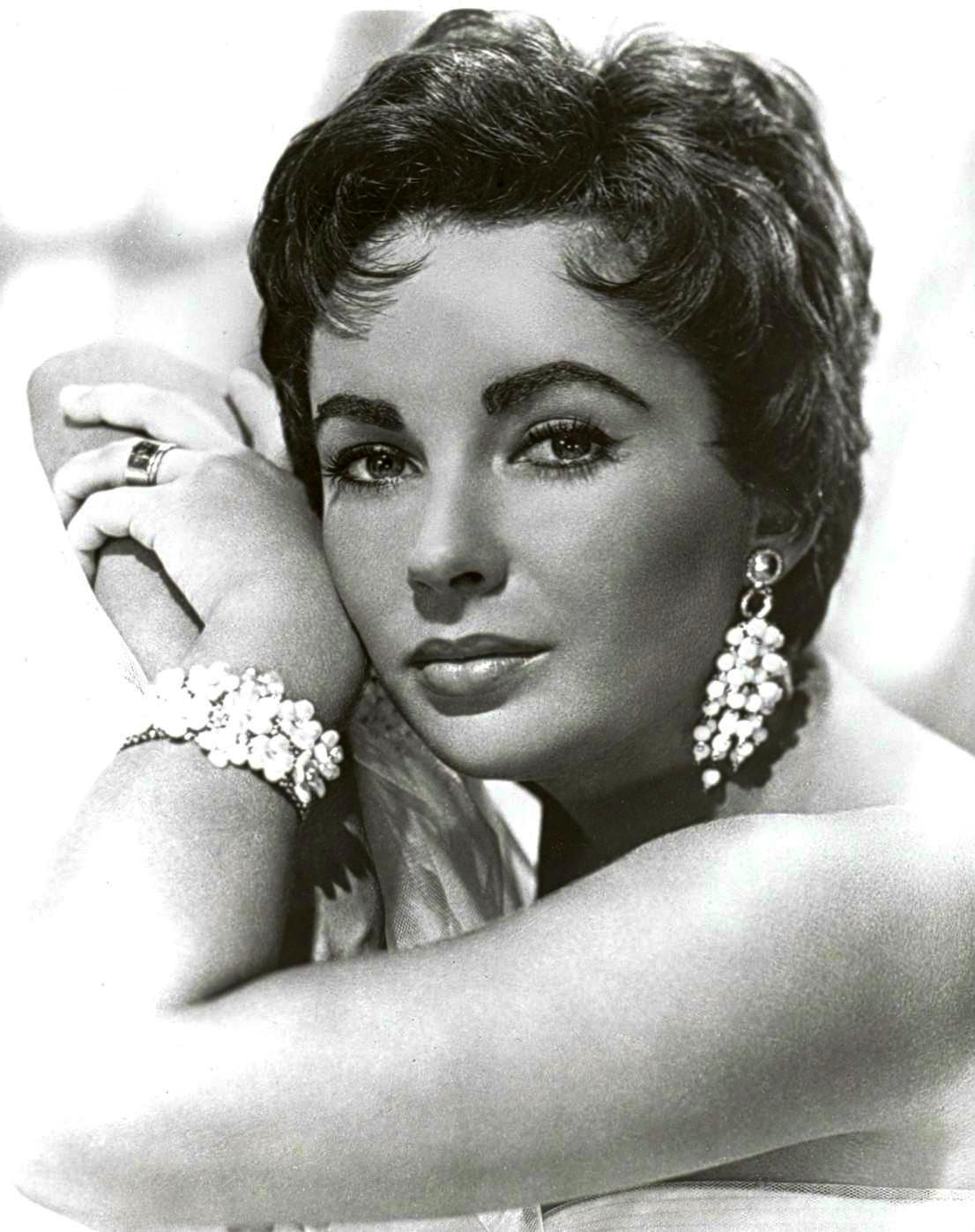
الیزابت تیلور

- الیزابت تیلور: «مکانی در آفتاب» (۱۹۵۱)، «حملهٔ فیل‌ها» (۱۹۵۴)، «غول» (۱۹۵۶)، «ناگهان تابستان گذشته» (۱۹۵۹) دوبله اول، «کلئوپاترا» (۱۹۶۳) دوبله اول، «مرغ دریایی» (۱۹۶۵)، «رام کردن زن سرکش» (۱۹۶۷)

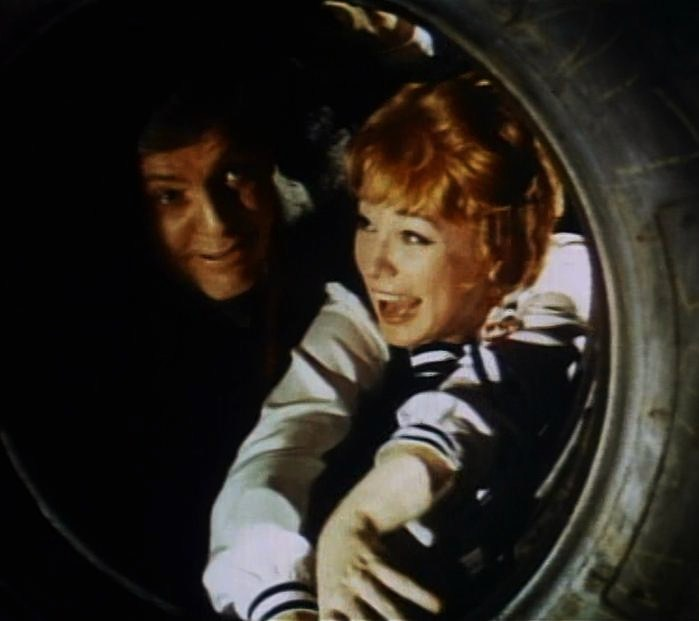
شرلی مک‌لین

- شرلی مک‌لین: «آپارتمان» (۱۹۶۰)، «کن کن» (۱۹۶۰)، «گیشای من» (۱۹۶۲)، «رولز-رویس زرد» (۱۹۶۴)، «گامبیت» در ایران: «دلقک» (۱۹۶۶)، «سوئیت چریتی» در ایران: «تلخ و شیرین» (۱۹۶۹)، «حضور» (۱۹۷۹)

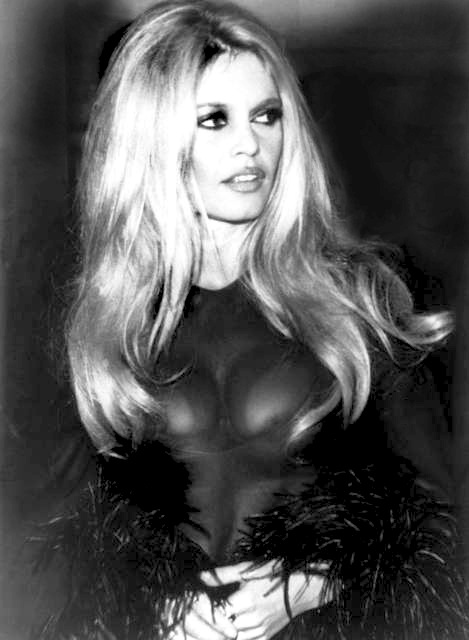
بریژیت باردو

- بریژیت باردو : «زن پاریسی» (۱۹۵۷)، «حقیقت»  (۱۹۶۰)، «افسانه یک شاه فرانسوی»، در ایران: «آتش‌افروزان» (۱۹۷۱)

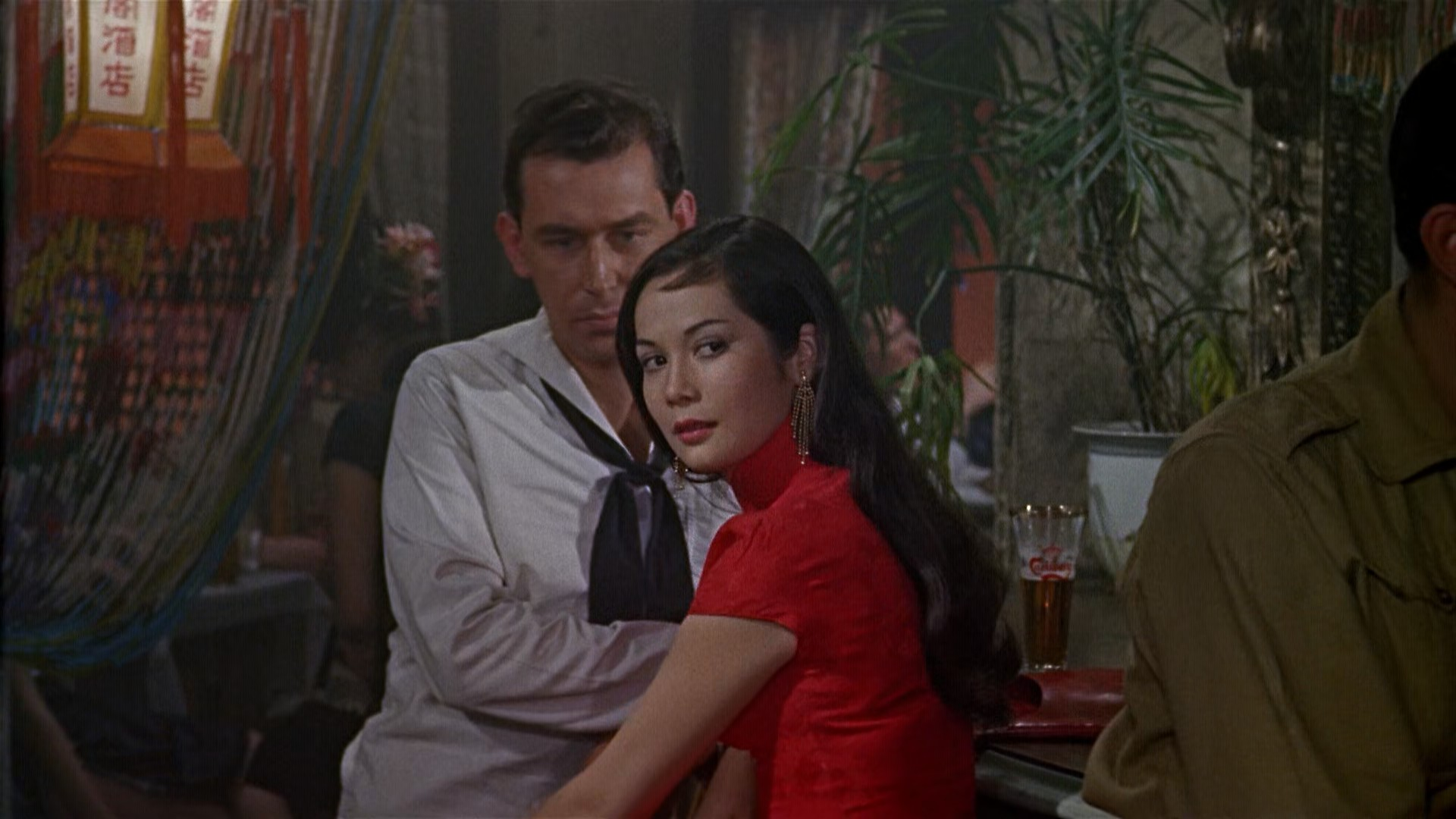
نانسی کوان The World of Suzie Wong

- نانسی کوان : «دنیای سوزی وانگ» (۱۹۶۰)، «تاماهین» (۱۹۶۳)، «خدمهٔ خرابکار» در ایران: «خرابکاران» (۱۹۶۸)

- جنیفر جونز : «جدال در آفتاب» (۱۹۴۶) دوبله اول، «کری» (۱۹۵۲)

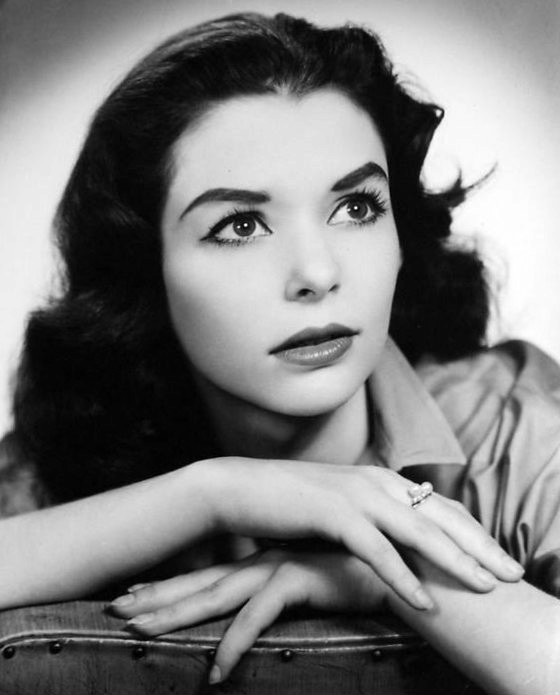
سوزان استراسبرگ

- سوزان استراسبرگ: «کاپو» (۱۹۶۰)، «آفتاب درخشان» (۱۹۶۵)

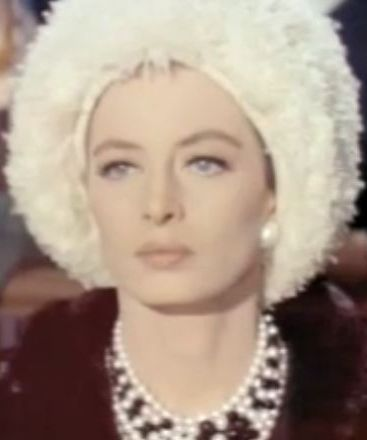
کاپوسین

- کاپوسین: «آهنگ بی‌پایان» (۱۹۶۰)، «ظرف عسل» (۱۹۶۷)
- فرانسیس نویان: «دختری به نام تامیکو» (۱۹۶۲)، «کله الماس» (۱۹۶۳)
- سامانتا اگار: «کلکسیونر» (۱۹۶۵)، «دکتر دولیتل» (۱۹۶۷)

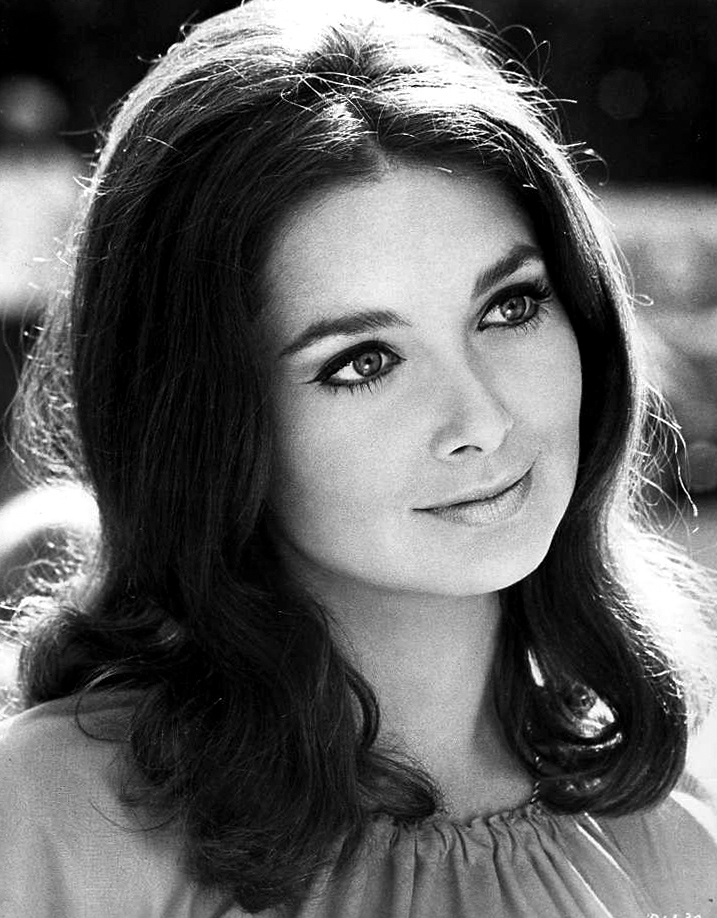
سوزان پله‌شت

- سوزان پله‌شت: «آقای بادوینگ» در ایران: «زن بدون چهره» (۱۹۶۶)، «روح ریش‌سیاه» در ایران: «شبح کاپیتان» (۱۹۶۸)

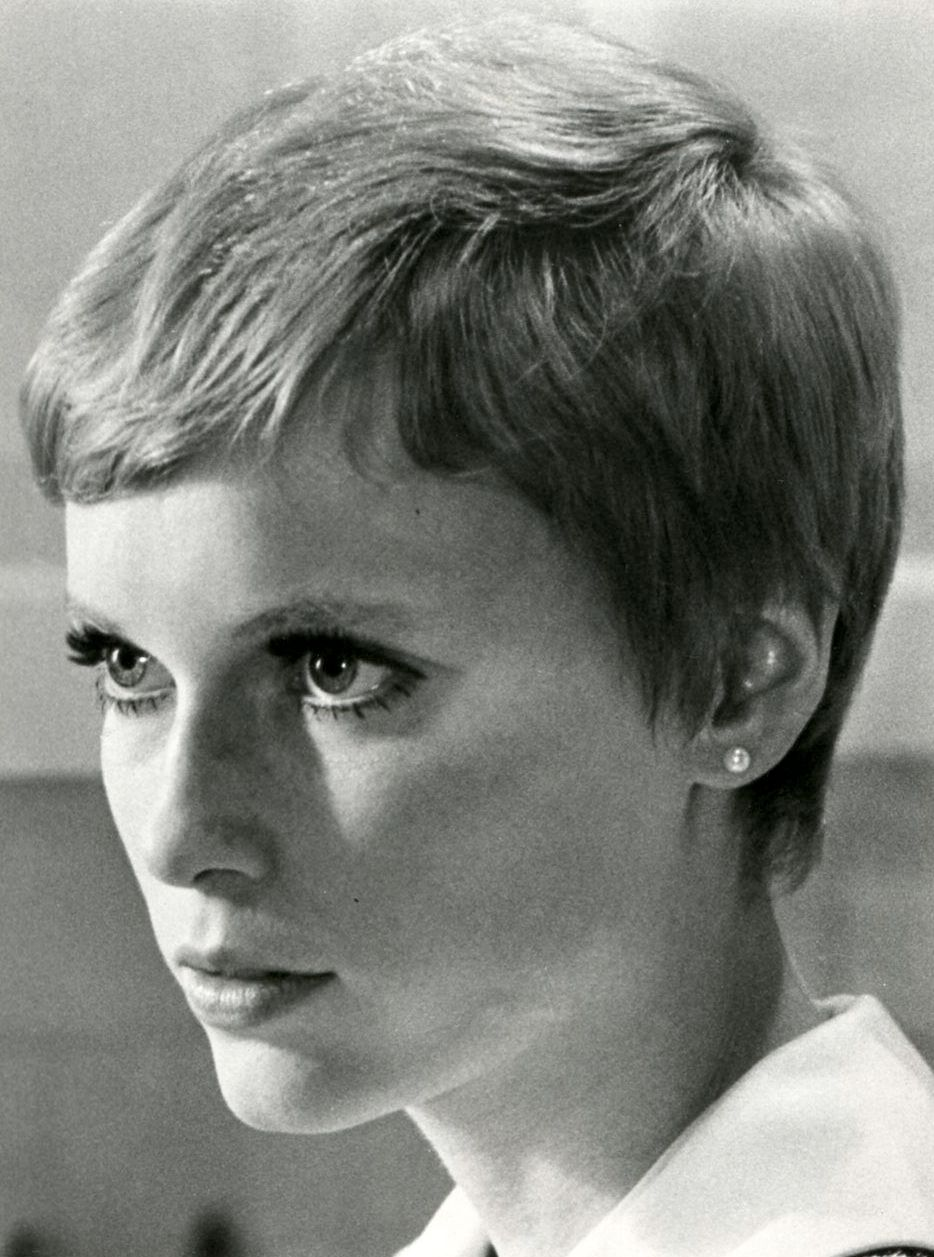
میا فارو

- میا فارو: «بچهٔ رزماری» (۱۹۶۸)، «شاهدی در تاریکی» (۱۹۷۱)
- کی فرانسیس: «دردسر در بهشت» (۱۹۳۲)
- مارلنه دیتریش: «امپراتریس سرخ‌پوش» در ایران: «کاترین کبیر» (۱۹۳۴)
- نورما شیرر: «رومئو و ژولیت» (۱۹۳۶)
- اینگرید برگمن: «کازابلانکا» (۱۹۴۲) دوبله اول
- جون فونتین: «نامهٔ یک زن ناشناس» (۱۹۴۸)
- وندا هندریکس: «پرنس روباهان» در ایران: «بهار خونین» (۱۹۴۹)
- الئونورا روسی دراگو : «وحشی پابرهنه» در ایران «فتنه» (۱۹۵۲)
- مارتین کارول: «مه‌رویان شب» در ایران: «رؤیای شیرین» (۱۹۵۲)
- کلیر بلوم: «روشنی‌های صحنه» (۱۹۵۲)
- پایپر لوری: «شمشیر طلایی» در ایران: «شمشیر سحرآمیز» (۱۹۵۳) دوبله دوم
- سامیه جمال: «علی‌بابا و چهل دزد بغداد» (۱۹۵۴)
- ماریا شل: «آخرین پل» (۱۹۵۴)
- سوفیا لورن: «آتیلا» (۱۹۵۴) دوبله اول
- دایان فاستر: «مردان خشن» (۱۹۵۵)
- جین منسفیلد: «دخترک کاری از دستش برنمی‌آید» در ایران: «دختره شوهر می‌خواد» (۱۹۵۶)
- دنی کارل: «دروازه‌های پاریس» (۱۹۵۷)
- دبورا کار: «خدا می‌داند، آقای الیسون» (۱۹۵۷) دوبله دوم
- میکو تاکا: «سایونارا» (۱۹۵۷) دوبله دوم
- ایزابل کوری: «عشق در اولین نگاه» در ایران: «دختران تابستانی» (۱۹۵۸)
- فینتن میلر: «جدال در بوت هیل» (۱۹۵۸)
- هوپ لانگ: «شیرهای جوان» (۱۹۵۸) دوبله اول
- کارولین جونز: «مردی در تور» (۱۹۵۹)
- ایوا بارتوک: «عملیات آمستردام» در ایران: «شعله‌های سوزان آمستردام» (۱۹۵۹)
- سابینه بتمان: «ببر اشناپور و مقبره هندی» (۱۹۵۹)
- میلن دومونژو: «آوازخوان نه آواز» (۱۹۶۰)
- جولیت پراوس: «خاطرات سربازی» (۱۹۶۰)
- جین سیمونز: «چمن همسایه سبزتر است» (۱۹۶۰)
- لیندا کریستال: «دو‌ نفر باهم تاختند» در ایران: «دو سوار» (۱۹۶۱) دوبله اول
- کانی استیونز: «گناه سوزان اسلید» (۱۹۶۱)
- شیوون مک‌کنا: «شاه شاهان» (۱۹۶۱)
- پیلار سورا: «وحشی‌های جوان» (۱۹۶۱)
- کریستین کوفمان: «تاراس بولبا» (۱۹۶۲) دوبله اول
- آناستازیا ورتینسکایا: «هیولای آتلانتیک» (۱۹۶۲)
- دایان بیکر: «ساعات دزدیده شده» در ایران: «سال‌های از دست رفته» (۱۹۶۳)
- کتی دان: «۱۳ دختر وحشت‌زده / دام عنکبوت» (۱۹۶۳)
- لوچیلا مورلاکی: «یوزپلنگ» (۱۹۶۳) دوبله دوم
- نایری داون پورتر: «قفل‌بازکن» (۱۹۶۳)
- کلودیا کاردیناله: «پلنگ صورتی» (۱۹۶۳) دوبله دوم
- کاترین اسپاک: «تعطیلات آخر هفته در دانکرک» در ایران: «دو روز جهنمی» (۱۹۶۴)
- ویجینتی مالا: «لیدر» (۱۹۶۴)
- جنت مارگولین: «موریتوری» (۱۹۶۵)
- جولی کریستی: «فارنهایت ۴۵۱» (۱۹۶۶)
- انجی دیکینسون: «خشخاش هم گلی است» در ایران: «گُل شیطان» (۱۹۶۶)
- آنوک امه: «یک مرد و یک زن» (۱۹۶۶)
- جین سیبرگ: «لحظه به لحظه» (۱۹۶۶)
- سالی ان هوز: «چیتی‌چیتی بنگ‌بنگ» (۱۹۶۸)
- مارلن ژوبر: «قوزک پا» (۱۹۶۸)
- ماریان مک‌اندرو: «سلام، دالی!» (۱۹۶۹)
- میریل دارک: «جف» (۱۹۶۹)
- ژنویو پیج: «زندگی خصوصی شرلوک هولمز» (۱۹۷۰)
- سیمی گریوال: «اسم من دلقک» (۱۹۷۰)
- فرانچسکا آنیس: «مکبث» (۱۹۷۱)
- والنتینا سندریکووا: «شاه لیر» (۱۹۷۱)
- کیم دربی: «دستهٔ گریسام» (۱۹۷۱)
- کاترین ژوردان: «سپیده‌دم» در ایران: «هوس‌های نینا» (۱۹۷۱)
- فرانسواز بریون: «اهریمن زیبا» (۱۹۷۱)
- دلفین سیریگ: «روز شغال» (۱۹۷۳)
- استفانی پاورز: «هربی دوباره می‌تازد» (۱۹۷۴)
- سوزی کندال: «تشنج» در ایران: «شب‌های ناآرام» (۱۹۷۴)
- داریا نیکولودی: «قرمز تیره» در ایران: «مبارزه با ترس» (۱۹۷۵)
- دایان کیتن: «عشق و مرگ» (۱۹۷۵)
- ایزابل دین: «تروریست‌ها» در ایران: «سه ثانیه به جهنم» (۱۹۷۵)
- مائود آدامز: «رولربال» (۱۹۷۵)
- استفانیا کاسینی: «نسل خشن» (۱۹۷۵)
- ژنویو بوژو: «عذاب درون» (۱۹۷۶)
- کاترین دنو: «پیش برو یا بمیر» در ایران: «شیرهای صحرا» (۱۹۷۷)
- لی گرانت: «طالع نحس ۲» (۱۹۷۸)
- تری نون: «خدا را شکر امروز جمعه است» در ایران: «شبی با ستارگان» (۱۹۷۸)
- ریوکا نویمان: «عیسی» (۱۹۷۹)
- سیبیل دانینگ: «سمندر» (۱۹۸۱)
- آنیا پنچوا: مجموعهٔ تلوزیونی «آسپاروخ خان» در ایران: «اِسپاروخان» (۱۹۸۱)
- گیل هانیکات: مجموعهٔ تلوزیونی «ماجراهای شرلوک هلمز» اپیزود «رسوایی در بوهم» (۱۹۸۴)
- بتسی برانتلی: مجموعهٔ تلوزیونی «ماجراهای شرلوک هلمز» اپیزود «ماجرای مردان رقصان» (۱۹۸۴)
- بازیگر مهمان: مجموعهٔ تلویزیونی «دهکدهٔ کوچک» (۱۹۹۲)
- گرترود جسرر: مجموعهٔ تلویزیونی «کمیسر رکس»، فصل اول، اپیزود «قتل در شون‌برون» (۱۹۹۴)
- فیلم‌های ایرانی
- فروزان: «گنج قارون» (۱۳۴۴)، «ده سایه خطرناک» (۱۳۴۴)، «فرار از حقیقت» (۱۳۴۵)، «دالاهو» (۱۳۴۶)، «یوسف و زلیخا» (۱۳۴۷)، «هفت شهر عشق» (۱۳۴۶)، «گوهر شب‌چراغ» (۱۳۴۶)، «ستاره هفت آسمان» (۱۳۴۷)، «دختر شاه پریون» (۱۳۴۷)، «بسترهای جداگانه» (۱۳۴۷)، «چرخ بازیگر» (۱۳۴۷)
- پوران: «آقای قرن بیستم» (۱۳۴۳)، «گدایان تهران» (۱۳۴۵)، «حاتم طائی» (۱۳۴۵)
- فرانک میرقهاری: «هارون و قارون» (۱۳۴۶)، «دلاور دوران» (۱۳۴۷)
- نوری کسرایی: «شازده احتجاب» (۱۳۵۳)، «سازش» (۱۳۵۳)
- فرشته جنابی: «این گروه محکومین» (۱۳۵۶)، مجموعهٔ تلویزیونی «شراب خام» (۱۳۵۷، پخش نشد.)
- فریماه فرجامی: «خط قرمز» (۱۳۶۰)، «مادر» (۱۳۶۸، در نقش جوانی مادر)
- آهو خردمند: «سیاه راه» (۱۳۶۲)، «دزد و نویسنده» (۱۳۶۵)
- روفیا: «امیر ارسلان نامدار» (۱۳۳۴)
- پوری بنایی: «موطلایی شهر ما» (۱۳۴۴)
- فریده نصیری: «آقا مهدی کله‌پز» (۱۳۵۲)
- شورانگیز طباطبایی: «فری دست‌قشنگ» (۱۳۵۶)
- آرام: «فریاد عشق» (۱۳۵۶)
- ژیلا شاهانی: «عشق و خشونت» (۱۳۵۶)
- شهرزاد آرمانی: «گل‌های کاغذی» (۱۳۵۶)
- شهلا میربختیار: مجموعهٔ تلویزیونی «طلاق» (۱۳۵۶)
- مرجان: «تکیه بر باد» (۱۳۵۷)
- گلی زنگنه: «تا آخرین نفس» (۱۳۵۷)
- فریده بیات: «تشنه باران» (۱۳۵۷)
- مرضیه لشگری: «بازجویی یک جنایت» (۱۳۶۲)
- زهرا حاتمی: مجموعهٔ تلویزیونی «هزاردستان» (۱۳۶۶–۱۳۵۸)
- سرور نجات‌الهی: مجموعهٔ تلویزیونی «این خانه دور است» (۱۳۷۰، پخش ۱۳۷۴)
- صدای عایشه (حذف شده): مجموعهٔ تلویزیونی «امام علی» (۱۳۷۵)
- انیمیشن‌ها
- شارلوت (عنکبوت): «تار شارلوت» در ایران: «دنیای قشنگ شارلوت» (۱۹۷۳)
- مارچ (مادر میشکا و موشکا): «بچه خرس‌های قطبی» (۱۹۷۹)
- گویندهٔ عنوان‌بندی «بابا لنگ‌دراز» (۱۹۹۰)
- مدیرت دوبلاژ
- «جدال در آفتاب» (۱۹۴۶) دوبله اول
- «داستان عشق» (۱۹۷۰)
- «دوستان» (۱۹۷۱)
- سایر آثار
- شعر خوانی در آلبوم موسیقی «قشنگ روزگار من» (۱۳۸۱) با ترانه‌سرای یغما گلرویی و آهنگسازی و خوانندگی شهرام فرشید